# Vranjevići (Republika Serbska)
Vranjevići (cyr. Врањевићи) – wieś w Bośni i Hercegowinie, w Republice Serbskiej, w gminie Foča. W 2013 roku liczyła 22 mieszkańców.